# Matt Besler
Matt Besler (Overland Park, Kansas, Estados Unidos, 11 de febrero de 1987) es un exfutbolista estadounidense que jugaba como defensor.
Su hermano Nick Besler también es futbolista.

## Trayectoria

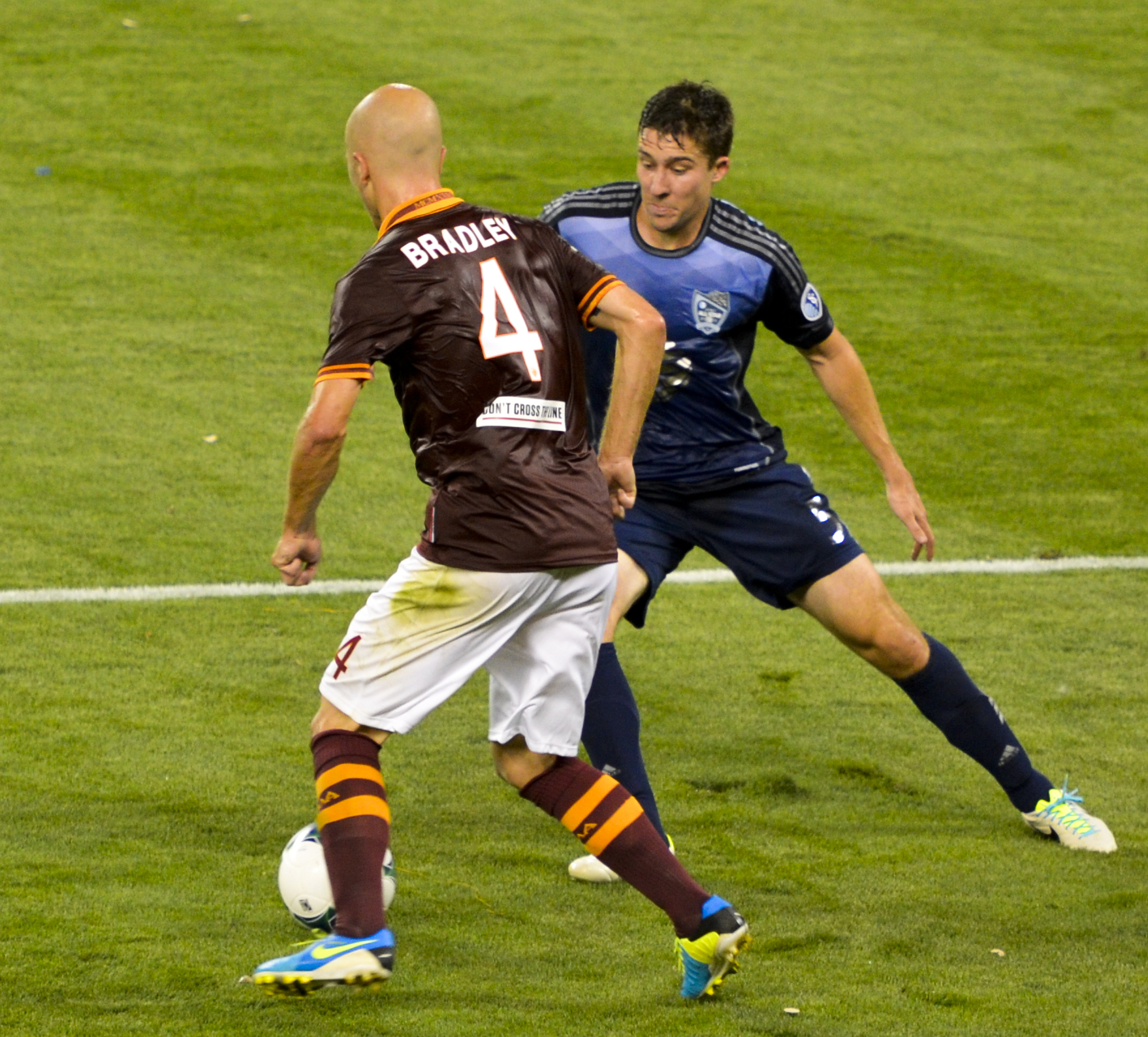
Besler luchando por el balón con su compañero de selección Michael Bradley en el Juego de las Estrellas de la Major League Soccer de 2013.

Besler jugó al fútbol en la Universidad de Notre Dame entre 2005 y 2008. En su carrera universitaria jugó 90 partidos y anotó tres goles, además de haber sido nombrado All-American en 2008. En 2009 fue seleccionado por los Kansas City Wizards (actualmente Sporting Kansas City) en la primera ronda (8.o en la general) en el SuperDraft de la MLS de ese año.
Besler debutó con Kansas el 8 de julio de 2009 en la derrota 1-0 contra los Seattle Sounders por la US Open Cup. Besler no llegaría a jugar ningún partido más ese año, y su debut en la MLS llegó recién en marzo de 2010 en la derrota 2-1 contra el Colorado Rapids. Desde entonces, Besler ha jugado en forma consistente, convirtiéndose en uno de los titulares del equipo.
En 2013 fue votado por los hinchas en el All Star Fan XI de la MLS.
El 5 de marzo de 2014 Besler fue nombrado capitán del SKC para la temporada 2014 de la Major League Soccer.
A su regreso de disputar la Copa Mundial de Fútbol de 2014 con los Estados Unidos en Brasil, Besler extendió su contrato con Kansas City fichando como jugador franquicia.
Abandonó el club en el año 2020 y de cara al curso siguiente se fue al Austin FC, donde jugó la última temporada de su carrera.

## Selección nacional
Besler fue llamado por primera vez a la selección nacional de Estados Unidos el 12 de agosto de 2012 con miras a un amistoso frente a México. Hizo su debut meses más tarde, arrancando como titular en un partido amistoso ante Canadá el 29 de enero de 2013.
Luego de su debut, Besler se convirtió en jugador importante jugador en la defensa del seleccionado estadounidense, jugando varios partidos de eliminatorias al Mundial 2014, destacándose en el empate a 0 obtenido en el Estadio Azteca frente a México.
El 17 de julio de 2013 fue uno de los cuatro jugadores que fueron añadidos a la lista de 23 seleccionados que estaban representando a la selección norteamericana en la Copa de Oro de la Concacaf 2013.
El 12 de mayo de 2014, Klinsmann incluyó a Besler en la lista provisional de 30 jugadores con miras a la Copa Mundial de Fútbol de 2014. El 22 de mayo fue incluido en la lista definitiva de 23 jugadores que viajaron a Brasil. En el torneo, Besler fue titular en los cuatro partidos de su selección.
Besler anotó su primer gol con los Estados Unidos el 2 de septiembre de 2016 en la victoria 6-0 sobre San Vicente y las Granadinas por la Clasificación de Concacaf para la eliminatorias a la Copa Mundial de Fútbol de 2018.

### Goles con la selección de Estados Unidos
| #  | Fecha                   | Lugar                                            | Oponente                     | Gol   | Resultado | Competición                                       |
| -- | ----------------------- | ------------------------------------------------ | ---------------------------- | ----- | --------- | ------------------------------------------------- |
| 1. | 2 de septiembre de 2016 | Arnos Vale Stadium, San Vicente y las Granadinas | San Vicente y las Granadinas | 2 – 0 | 6 – 0     | Eliminatorias para la Copa Mundial de Fútbol 2018 |

### Participaciones en Copas del Mundo
| Mundial                        | Sede   | Resultado        |
| ------------------------------ | ------ | ---------------- |
| Copa Mundial de Fútbol de 2014 | Brasil | Octavos de final |

### Participaciones en la Copa de Oro de la Concacaf
| Copa                            | Sede           | Resultado |
| ------------------------------- | -------------- | --------- |
| Copa de Oro de la Concacaf 2013 | Estados Unidos | Campeón   |

### Participaciones en la Copa América
| Copa                           | Sede           | Resultado    |
| ------------------------------ | -------------- | ------------ |
| Copa América Centenario (2016) | Estados Unidos | Cuarto lugar |

## Clubes
| Club                 | País           | Año       |
| -------------------- | -------------- | --------- |
| Sporting Kansas City | Estados Unidos | 2009-2020 |
| Austin FC            | Estados Unidos | 2021      |

## Palmarés

### Títulos nacionales
| Título      | Club                 | País           | Año  |
| ----------- | -------------------- | -------------- | ---- |
| US Open Cup | Sporting Kansas City | Estados Unidos | 2012 |
| MLS Cup     | Sporting Kansas City | Estados Unidos | 2013 |
| US Open Cup | Sporting Kansas City | Estados Unidos | 2015 |
| US Open Cup | Sporting Kansas City | Estados Unidos | 2017 |

### Títulos internacionales
| Título                  | Club (*)       | País           | Año  |
| ----------------------- | -------------- | -------------- | ---- |
| Copa Oro de la Concacaf | Estados Unidos | Estados Unidos | 2013 |
| Copa Oro de la Concacaf | Estados Unidos | Estados Unidos | 2017 |

(*) Incluyendo la selección.